# Robin Sydney

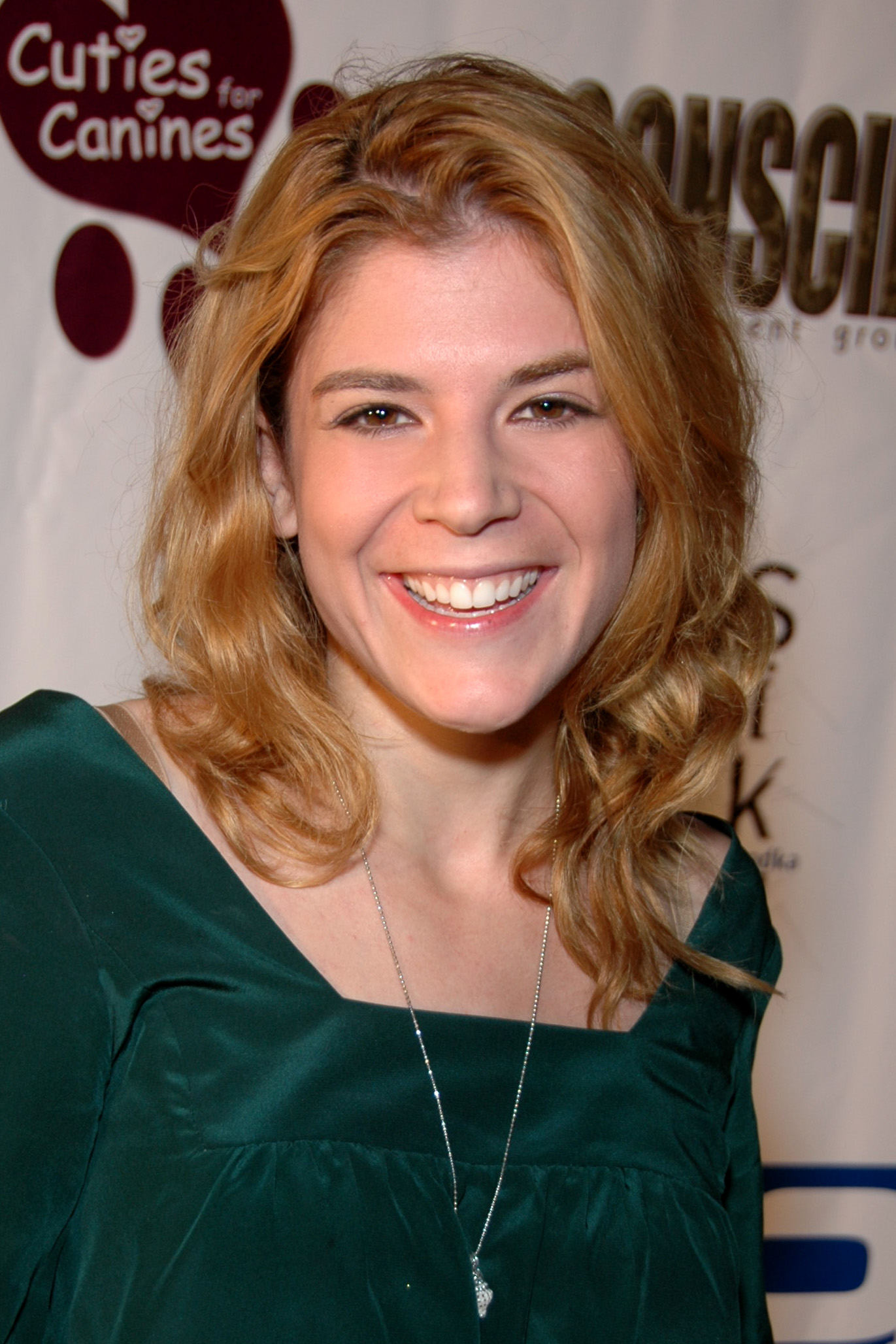
Robin Sydney (2007)

Robin Sydney (* 4. Januar 1984 in Boulder, Colorado als Robin Sydney Heymsfield) ist eine US-amerikanische Schauspielerin.

## Leben
Robin Sydney begann im Alter von acht Jahren in der professionellen Kindertheatergruppe The Peanut Butter Players als Schauspielerin. Ihre Filmkarriere startete sie mit fünfzehn Jahren. Mit siebzehn zog sie gemeinsam mit ihrer Mutter nach Hollywood, Los Angeles. Seither hat sie in mehreren Fernsehserien Auftritte gehabt, einige Kurzfilme gedreht und ist des Öfteren in Horrorfilmen, insbesondere inszeniert von Charles Band, zu sehen.

## Filmografie (Auswahl)
- 2002: Colour Blind
- 2003: Emergency Room – Die Notaufnahme (ER, Fernsehserie, Episode 9x14)
- 2004, 2007: Drake & Josh (Fernsehserie, 4 Episoden)
- 2005: Freddie (Fernsehserie, Episode 1x06)
- 2005: The Gingerdead Man
- 2006: Die Casting Couch – Heiße Dates und sexy Girls (Cattle Call)
- 2006: Big Bad Wolf
- 2006: Evil Bong
- 2006: Jack Ketchum’s The Lost – Teenage Serial Killer (The Lost)
- 2007: Dead Mans Hand – Casino der Verdammten (Dead Man’s Hand)
- 2008: Wicked Lake
- 2008: Garden Party
- 2009: Evil Bong II: King Bong
- 2011: Gingerdead Man 3: Saturday Night Cleaver
- 2011: Evil Bong 3: Wrath of Bong
- 2012: Night of the Living Dead 3D: Re-Animation
- 2012: FDR: American Badass!
- 2013: Gingerdead Man vs. Evil Bong
- 2014: American Muscle
- 2015: Evil Bong 420
- 2016: Evil Bong High 5
- 2020: Corona Zombies